# Bosatsu Ike
Bosatsu Ike (von japanisch 菩薩池) ist ein kleiner See an der Prinz-Harald-Küste des ostantarktischen Königin-Maud-Lands. Auf der Halbinsel Skarvsnes am Ostufer der Lützow-Holm-Bucht liegt er auf einem Hügel im Südwesten des Kizahashi Beach. 
Japanische Wissenschaftler benannten ihn 2012 nach der in Japan geläufigen Bezeichnung für den Bodhisattva.